# Стефан Міхнік
Стефан Міхнік (пол. Stefan Michnik; 28 вересня 1929, Дрогобич, Польща (нині — Львівська область) — 27 липня 2021) — польський комуніст, військовий суддя ПНР в 1952—1953 роках. Активний учасник політичних репресій, виносив смертні вироки антикомуністичним активістам. Після антисемітської кампанії 1968 року перебрався до Швеції, зблизився з польською опозиційної еміграцією. Незважаючи на зміну позиції, звинувачується в комуністичних злочинах. Єдиноутробний брат Адама Міхніка, польського дисидента, одного з провідних радників Солідарності.

## Походження. Інформатор спецслужб
Народився 1929 року в сім'ї єврейської комуністичної інтелігенції. Його батьки — вчителька Гелена Міхнік і юрист Самуел Розенбуш — були активістами Компартії Західної України і Компартії Польщі (батько в 1937 році розстріляний в СРСР). З дитинства Стефан Міхнік виховувався в ідеології комунізму і сталінізму.
Після Другої світової війни Стефан Міхнік вступив до молодіжних комуністичних організацій Союз боротьби молодих і Союз польської молоді. Працював лаборантом на електростанції у Варшаві. Був секретарем молодіжної комуністичної осередку за місцем роботи. З 1947 — член ППР, з 1948 — член Польської об'єднаної робітничої партії (ПОРП).
У 1949 році за партійною рекомендацією вступив до училища військових юристів. Був членом партбюро ПОРП. З 1950 року — інформатор держбезпеки (під псевдонімом Казимерчак). Співпрацював також з армійським Головним управлінням інформації. Відрізнявся особливою відданістю польській комуністичній владі та Радянському Союзу, вимагав від однокурсників уважного вивчення і прославлення успіхів СРСР.

## Військовий суддя. Роль у репресіях
Закінчивши військово-юридичне училище в 1951 році, Стефан Міхнік у званні підпоручика став чиновником військового суду Варшави. До червня 1953 року залишався таємним резидентом-інформатором інформаційного департаменту Варшавського гарнізону, однак був відсторонений від цієї діяльності, оскільки не виявляв належних агентурних якостей. При звільненні одержав допомогу в розмірі 1000 злотих.
У 1952—1953 роках 23-річний поручик Міхнік працював суддею Варшавського військового округу (при цьому він так і не здобув вищої юридичної освіти). Вів процеси антикомуністичних повстанців і підпільників (серед яких були й учасники антинацистського Опору). Виніс дев'ять смертних вироків — п'ять з них були приведені у виконання два не були, двоє підсудних загинули під тортурами. Брав участь у суді над генералом Станіславом Татаром. При розстрілі майора Армії Крайової Анджея Чайковського (учасника Варшавського повстання) Стефан Міхнік був присутній особисто.

## Відставка під час десталінізації
У листопаді 1953 року Стефан Міхнік перейшов на посаду викладача Військової політичної академії. З 1955 року займався підготовкою корпусу військових суддів. У 1956 році Стефану Міхніку було присвоєно військове звання капітана.
В процесі польської десталінізації Стефан Міхнік був притягнутий до відповідальності за «порушення соціалістичної законності». Перед судом він не з'явився, але давав пояснення спеціальній міжвідомчій комісії. Свої дії пояснював «наївністю юності».
У 1957 році був звільнений з лав збройних сил Польщі. Рік працював адвокатом у Варшаві, потім десять років редактором у видавництві міністерства оборони.

## Еміграція. Зміна поглядів
Антисемітська кампанія 1968 року справила на Стефана Міхніка гнітюче враження. Він вирішив емігрувати з ПНР. Звернувся за візою до США, але отримав відмову. У 1969 році виїхав до Швеції, влаштувався в невеликому містечку Сторврета поблизу Уппсали. Працював бібліотекарем.
У 1970-х роках Стефан Міхнік радикально змінив свою політичну позицію. Він зблизився з польської опозиційної еміграцією, співпрацював з польською редакцією Радіо Вільна Європа), публікувався в журналі" Kultura, виступав на підтримку дисидентів ПНР та інших активістів демократичної опозиції.
Однак зміни позиції Стефана Міхніка далеко не на всіх справили враження. Багато поляків, особливо правих націоналістичних поглядів, сприймають його як комуністичного злочинця і «сталінського суддю». Зміна суспільно-політичного ладу в Польщі на рубежі 1980-1990-х років не змінила цього сприйняття.
У 2016 році Стефан Міхнік дав інтерв'ю польському виданню, в якому висловив підтримку організації Комітет захисту демократії, яка виступає проти правоконсервативної партії «Право і справедливість» (PiS). Міхнік закликав повалити уряд PiS. Це виступ спровокувало політичний скандал у Польщі, який було сприйнято як компрометація противників уряду.

## Вимога видачі
У 1999 році міністр юстиції Польщі Ганна Сухоцька почала процедуру висунення звинувачень проти Стефана Міхніка і вимоги його екстрадиції. У 2000 році Інститут національної пам'яті поставив питання про видачу Стефана Міхніка для піддання його суду в Польщі. У лютому 2010 році військовий суд Варшави видав ордер на арешт. На цій підставі восени того ж року був виданий європейський ордер на арешт Стефана Міхніка. Однак суд Уппсали відмовився екстрадувати Міхніка до Польщі, оскільки за законодавством Швеції, строк давності щодо інкримінованих злочинів закінчився.
Стефан Міхнік проживає в гетеборзькому будинку престарілих. У 2012 році група місцевої молоді жителів провела пікет протесту проти проживання в Швеції «комуністичного ката Стефана Міхніка».

## Зведений брат
Зведений брат Стефана Міхніка по материнській лінії — Адам Міхнік, відомий дисидент ПНР, один з провідних стратегів опозиції, радник профспілки Солідарність, засновник і головний редактор популярного видання «Gazeta Wyborcza». Спорідненість зі Стефаном являє собою серйозну проблему для Адама, оскільки створює привід для постійної критики.
Адам Міхнік ставиться до Стефана Міхніка з великою часткою поблажливості, також говорить про його «юнацьку наївність». Він вважає, ніби вимога видачі Стефана являє собою політичну помсту йому самому. Це викликає у польських правих колах різку критику. Така позиція розглядається в контексті так званої «міхнікивщини» — як змови опозиційної еліти з колишньою комуністичною.